# Акрамов, Абдумалик Абдумуталович
Абдумалик Абдумуталович Акрамов (узб. Akramov Abdumalik Abdumutalovich; род. 26 ноября 1975 года, Наманганская область, Узбекская ССР, СССР) — узбекский преподаватель и государственный деятель, с 2020 года является депутатом Законодательной палаты Олий Мажлиса IV созыва.

## Биография
Родился 26 ноября 1975 года в Наманганской области.
Окончил Ташкентский государственный педагогический институт по специальности преподаватель. Является доктором педагогических наук.
С 2020 года является депутатом Законодательной палаты Олий Мажлиса IV созыва. Является членом фракции Демократическая партия Узбекистана «Миллий тикланиш», а также является членом комитета по вопросам науки, образования, культуры и спорта Республики Узбекистан.